# Juksan-myeon, Anseong
Juksan-myeon (koreanska: 죽산면) är en socken i stadskommunen Anseong i provinsen Gyeonggi i den centrala delen av Sydkorea, 70 km söder om huvudstaden Seoul.